# Solina (gmina)
Pour les articles homonymes, voir Solina.
Solina [sɔˈlʲina] (en ukrainien: Солина, Solyna) est une commune rurale de la Voïvodie des Basses-Carpates et du powiat de Lesko. Elle s'étend sur 184,3 km² et compte 5 105 habitants en 2010.
Elle se situe à environ 15 kilomètres au sud-est de Lesko et à 80 kilomètres au sud-est de Rzeszów, la capitale régionale.

## Géographie

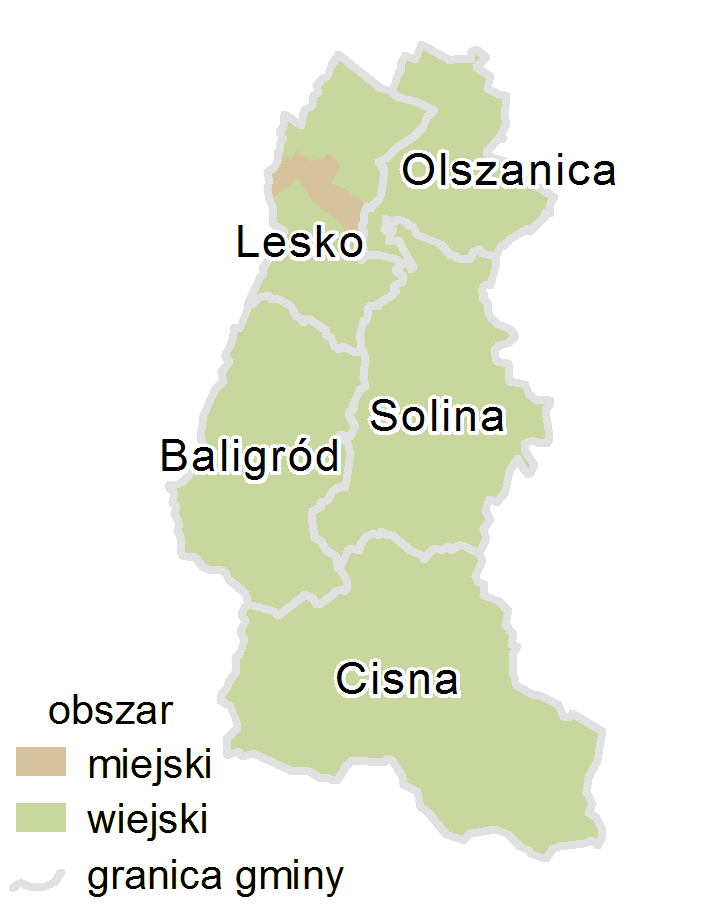
Carte du powiat (partie urbaine en marron et rurale en vert)